# Parque nacional Puyehue
El Parque nacional Puyehue es un parque nacional que se ubica entre la Región de Los Lagos y la Región de Los Ríos; a 80 km al oriente de la ciudad de Osorno (Chile); a través de la Ruta CH-215. 
El Parque forma parte de la Reserva de la Biósfera Bosques Templados Lluviosos de los Andes Australes.

## Historia
El parque nacional Puyehue fue creado en 1941 mediante un decreto supremo del antiguo Ministerio de Tierras y Colonización, siendo posteriormente ampliado su territorio en 1950; y fijándose sus límites actuales en 1981 mediante otro decreto, el cual fue dictado por el Ministerio de Bienes Nacionales.

## Descripción

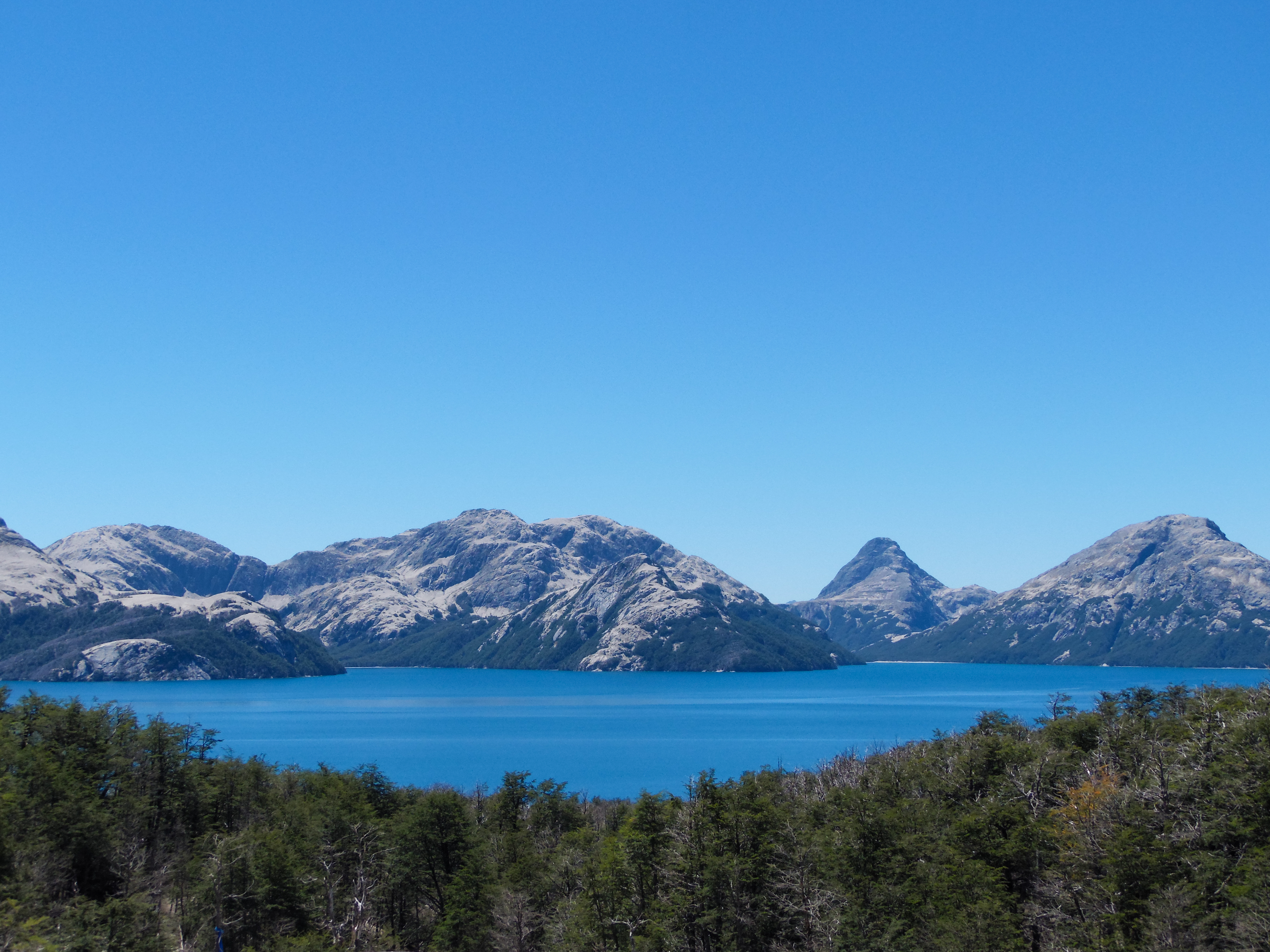
Lago Constancia en el parque nacional Puyehue.

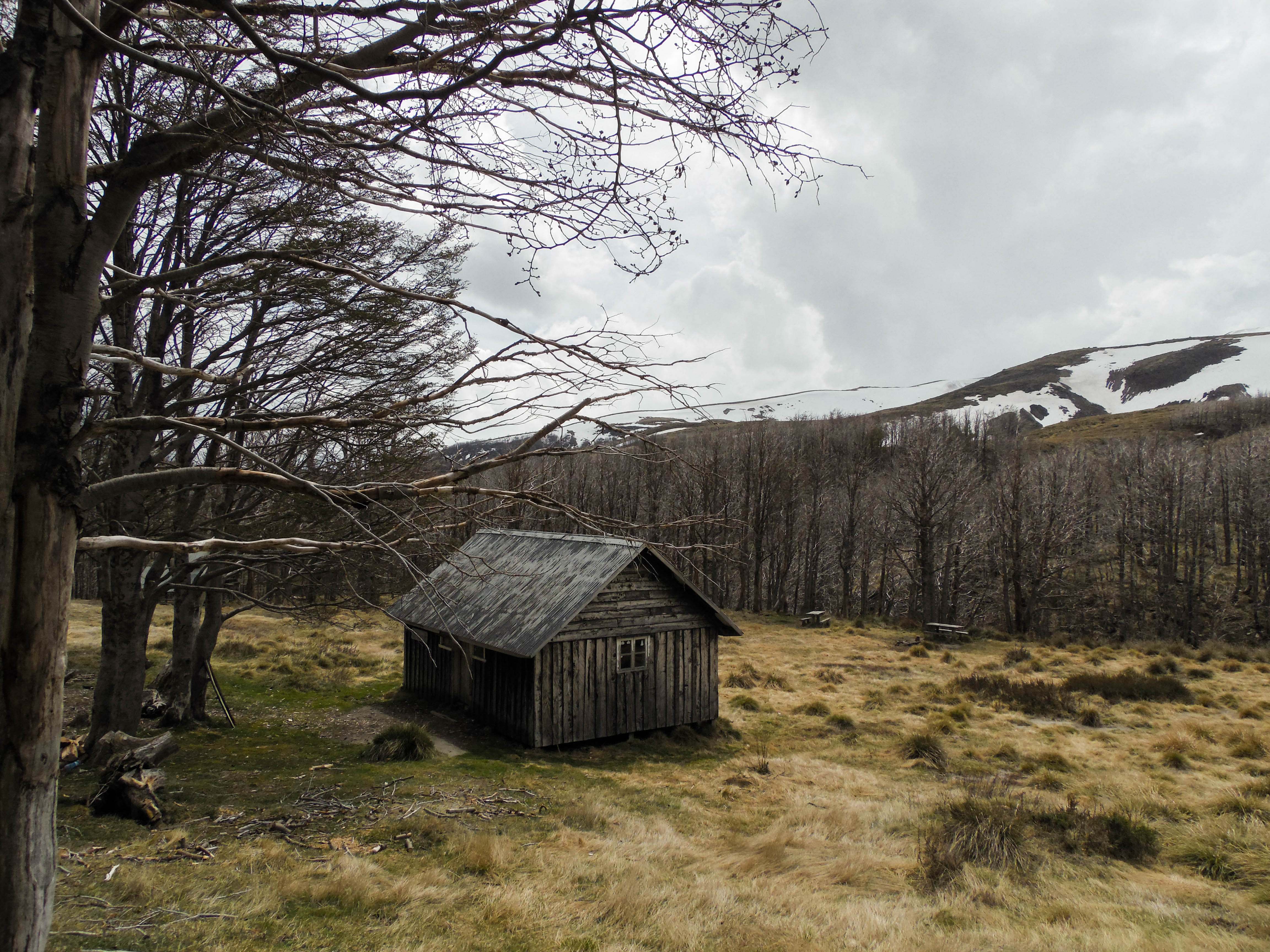
Refugio en el Volcán Puyehue, parque nacional Puyehue.

### Naturaleza
El parque nacional Puyehue se encuentra dividido en tres sectores (Antillanca, Anticura, y Aguas Calientes). 
El territorio que lo conforma se caracteriza por la flora de Chile representada en sus espectaculares bosques; por un relieve resultado de la actividad volcánica; y por la abundancia de cauces y cuencas de agua, como ríos, lagunas andinas, cascadas, saltos y charcos de aguas termales vírgenes. Este bosque húmedo siempreverde, originado por las altas precipitaciones, está formado por coigües y ulmos en las áreas más bajas del parque, y por tepas, mañíos y coigües, en las más altas.
Respecto a la fauna de Chile que habita el parque, está compuesta por pumas, zorros chilla, quiques, coipos, güiñas y vizcachas. Entre las aves, las que destacan son indudablemente el cóndor de los Andes, el choroy, el chucao, el chercán, la bandurria, el traro y la huala.

### Instalaciones turísticas
Como todos los parques, este cuenta con buenas instalaciones y señalizaciones que permiten a los visitantes disfrutar plenamente de las bellezas y atractivos que el área ofrece; tales como caminatas y excursiones por senderos, mountainbike, kayak y otros. Además dispone de los centros termales de Puyehue y Aguas Calientes, y en invierno también se puede disfrutar del esquí en el centro Antillanca, a las faldas del volcán Casablanca.

#### Hoteles y restaurantes
En los alrededores del parque nacional Puyehue se pueden encontrar diferentes instalaciones hoteleras y restaurantes. Un lugar con encanto es el recientemente certificado con el sello S de sustentabilidad de Sernatur, el Ecolodge & Cabañas Las Juntas, el cual se encuentra a orillas del lago Puyehue y que cuenta con una huerta que abastece algunas de las mermeladas de los desayunos, ofreciendo excursiones en kayak. Por su parte, Lodge El Taique, un hotel de montaña con vista al lago Rupanco, al volcán Osorno y Puntiagudo, tiene un restaurante gastronómico. Casi llegando a Entre Lagos se encuentra el complejo turístico La Valenciana, el cual se encuentra a orillas de la ruta internacional 215 y a orillas del lago Puyehue, y que también cuenta con restaurante y organización de eventos y convenciones.

## Visitantes

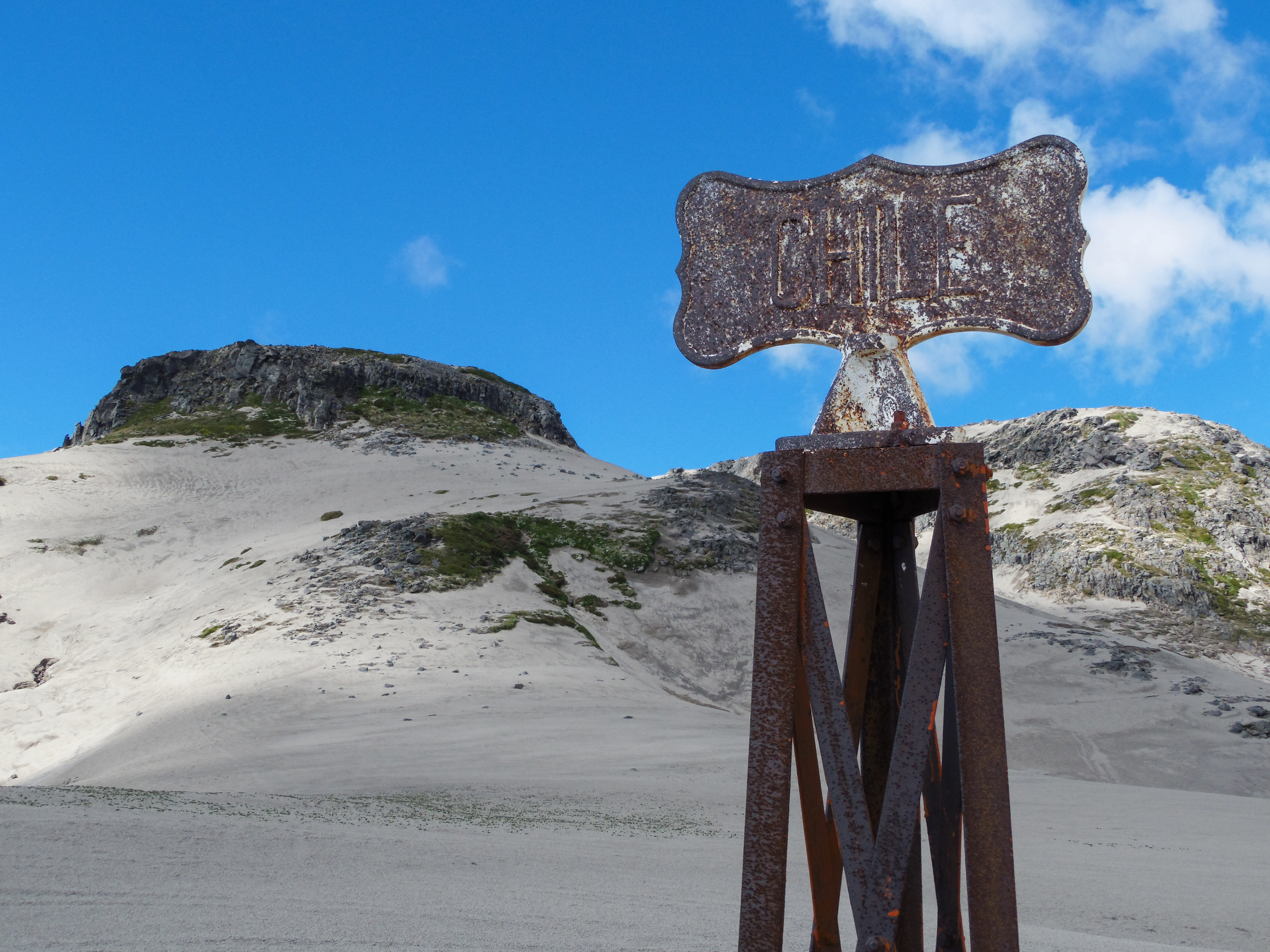
Cerro Mirador y Frontera Chile-Argentina en el parque nacional Puyehue.

Este parque recibe una gran cantidad de visitantes chilenos y extranjeros cada año.
| Año         | 2012    | 2013    | 2014    | 2015    | 2016    | 2017    | 2018    | 2019    | 2020   | 2021   | 2022    | 2023    | 2024    |
| ----------- | ------- | ------- | ------- | ------- | ------- | ------- | ------- | ------- | ------ | ------ | ------- | ------- | ------- |
| Chilenos    | 116.590 | 108.885 | 120.227 | 109.327 | 132.421 | 120.501 | 101.615 | 110.129 | 50.786 | 63.866 | 119.040 | 114.802 | 124.361 |
| Extranjeros | 16.447  | 15.387  | 17.551  | 17.286  | 20.599  | 17.270  | 21.184  | 19.049  | 2.263  | 240    | 2.973   | 12.745  | 10.783  |
| Total       | 133.037 | 124.272 | 137.778 | 126.613 | 153.020 | 137.771 | 122.799 | 129.178 | 53.049 | 64.106 | 122.013 | 127.547 | 135.144 |

## Protección del subsuelo
El parque nacional Puyehue cuenta con una protección de su subsuelo como lugar de interés científico para efectos mineros, según lo establece el artículo 17 del Código de Minería. Estas labores sólo pueden ser ejecutadas mediante un permiso escrito por el presidente de la República y firmado además por el ministro de Minería.
La condición de lugar de interés científico para efectos mineros fue establecida mediante Decreto Supremo N°369 de 7 de marzo de 1994 y publicada el 4 de mayo de 1994 la cual fija el polígono de protección.